# Вальтьерра-Тордесильяс, Марциана

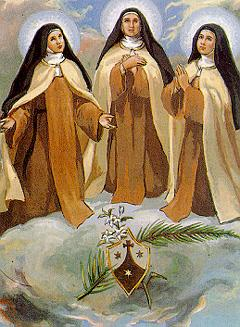
Гвадалахарские мученицы

Марциана Вальтьерра Тордесильяс или Мария Ангелов и Святого Иосифа (исп. María Ángeles de San José; 6 марта 1905, Хетафе, Испания — 24 июля 1936, Гвадалахара, Испания) — блаженная Римско-католической церкви, монахиня ордена босых кармелиток, мученица.

## Биография
Марциана Вальтьерра-Тордесильяс родилась 6 марта 1905 года в Хетафе в провинции Мадрид в Испании. Она была последним ребенком из десяти детей в семье Мануэля Вальтьерра и Лоренцы Тордесильяс. Начальное образование Марциана получила на дому, затем обучалась в школе Конгрегации Сестер Святого Семейства в Хетафе. Она активно помогала священникам на приходе, участвовала в работе Конференции Святого Викентия и сотрудничала с кармелитками достопочтенного Иоанна Викентия Сенготита — священника из ордена босых кармелитов.
Прочитав книгу «История одной души» святой Терезы Младенца Иисуса и Святого Лика, Марциана решила поступить в обитель босых кармелиток, но родственники воспротивились этому. Однако в 24 года — 14 июля 1929 года она всё же поступила в монастырь Святого Иосифа в Гвадалахаре, где в 1930 году начала новициат, приняв имя Марии Ангелов и Святого Иосифа. 21 января 1931 года молодая послушница принесла временные, а 21 января 1934 года — вечные монашеские обеты. В монастыре первым её послушанием было служение вратарницы. Также она должна была помогать в служении сестре, несшей послушание в сакристии.
22 июля 1936 года монастырь Святого Иосифа был распущен республиканской милицией. Монахинь обязали переодеться в мирское платье и группами разойтись по знакомым, но сестры образовали тайную обитель в миру. Однако уже 24 июля монахини были вынуждены рассеяться. Настоятельница отправила сестер Марию Пилар и Святого Франциска Борджа, Марию Ангелов и Святого Иосифа и Терезу Младенца Иисуса и Святого Иоанна Креста к некой благодетельнице, согласившейся предоставить убежище трём монахиням.
Сёстры уже вошли в подъезд её дома, когда группа милиционеров увидела их. Они окружили подъезд и потребовали от сестёр выйти на дорогу. Первой вышла Мария Ангелов и Святого Иосифа, которая тут же получила смертельный выстрел и упала замертво. Сестры Мария Пилар и Святого Франциска Борджа и Тереза Младенца Иисуса и Святого Иоанна Креста были убиты следом за ней.

## Прославление
10 июля 1941 года тела монахинь были обнаружены и перенесены в монастырь Святого Иосифа в Гвадалахаре.
Процесс по причислению мучениц к лику блаженных длился с 1955 (с перерывом с 1958 по 1982 годы) до 1987 года. 29 марта 1987 года Римский папа Папа Иоанн Павел II в соборе Святого Петра в Риме беатифицировал всех трёх монахинь как мучениц, пострадавших во время гражданской войны в Испании 1936—1939 годов.
Литургическая память ей совершается 24 июля.

## Цитата
«Каждый вздох внутренней жизни есть мгновение, в которое я соединяюсь в вечности с Богом!» (Мария Ангелов и Святого Иосифа).